# Macrohyliota gracilicornis
Macrohyliota gracilicornis es una especie de coleóptero de la familia Silvanidae.

## Distribución geográfica
Habita en Asia y Nueva Guinea.